# Nemanthus californicus
Nemanthus californicus is een zeeanemonensoort uit de familie Nemanthidae.
Nemanthus californicus is voor het eerst wetenschappelijk beschreven door Carlgren in 1940.